# Holochilus brasiliensis
Holochilus brasiliensis је врста глодара из породице хрчкова (Cricetidae).

## Распрострањеност
Ареал врсте је ограничен на мањи број држава. Врста је присутна у Бразилу, Аргентини и Уругвају.

## Станиште
Станишта врсте су шуме, мочваре и слатководна подручја.

## Угроженост
Ова врста није угрожена, и наведена је као последња брига јер има широко распрострањење.